# Петрівськ
Петрі́вськ — село Тарутинської селищної громади в Болградському районі Одеської області в Україні. Населення становить 1400 осіб. Відстань до центру громади становить близько 39 км і проходить автошляхом місцевого значення та Т 1627.
У селі розташований пункт контролю через молдавсько-український кордон Карабуцени. Село газифіковане.

## Історія
12 червня 2020 року, відповідно до Розпорядження Кабінету Міністрів України від № 724-р «Про визначення адміністративних центрів та затвердження територій територіальних громад Одеської області», увійшло до складу Тарутинської селищної територіальної громади.
19 липня 2020 року, в результаті адміністративно-територіальної реформи і ліквідації Тарутинського району, село увійшло до складу новоутвореного Болградського району.

## Населення
Згідно з переписом УРСР 1989 року чисельність наявного населення села становила 1401 особа, з яких 667 чоловіків та 734 жінки.
За переписом населення України 2001 року в селі мешкало 1410 осіб.

### Мова
Розподіл населення за рідною мовою за даними перепису 2001 року:
| Мова              | Чисельність | Відсоток |
| ----------------- | ----------- | -------- |
| болгарська        | 1209        | 85,56%   |
| українська        | 77          | 5,45%    |
| російська         | 59          | 4,18%    |
| румунська         | 51          | 3,61%    |
| гагаузька         | 10          | 0,71%    |
| кримськотатарська | 1           | 0,07%    |
| інші              | 6           | 0,42%    |
| Усього            | 1413        | 100%     |

## Уродженці села
- Балтажи Микола Федорович (27 квітня 1956) — український дипломат. Надзвичайний і Повноважний Посол України.
- Кара Олексій Федорович (1990—2025) — український військовик, учасник російсько-української війни[7].